# Lorenzo Aragón
Lorenzo Aragón (n. 28 aprilie 1974, Cienfuegos, Cuba) este un boxer ce a reprezentat Cuba, medaliat olimpic. A participat la două ediții ale Jocurilor Olimpice (1996, 2004) în care a câștigat o medalie de argint.